# Gert Van Walle
Gert Van Walle est un joueur de volley-ball belge né le 7 août 1987 à Ekeren (province d'Anvers). Il mesure 1m97 et joue réceptionneur-attaquant. Il est international belge.

## Biographie
Il est le frère jumeau de Tom Van Walle, également joueur de volley-ball.

## Clubs
| Club                              | De        | À         |
| --------------------------------- | --------- | --------- |
| Noliko Maaseik                    | 2007-2008 | 2009-2010 |
| Associazione Sportiva Volley Lube | 2010-2011 | 2011-2012 |
| Pallavolo Città di Castello       | 2012-2013 | ...       |

## Palmarès
- Ligue européenne (1)
  - Vainqueur : 2013
- Coupe de la CEV
  - Finaliste : 2008
- Challenge Cup (1)
  - Vainqueur : 2011
- Championnat d'Italie (1)
  - Vainqueur : 2012
- Championnat de Belgique (2)
  - Vainqueur : 2008, 2009
  - Finaliste : 2010
- Coupe de Belgique (3)
  - Vainqueur : 2008, 2009, 2010
- Supercoupe de Belgique (2)
  - Vainqueur : 2008, 2009
  - Perdant : 2010